# Jozef Simons
Jozef Simons (* 1. Juli 1952 in Geel) ist ein ehemaliger belgischer Radrennfahrer und nationaler Meister im Radsport.

## Sportliche Laufbahn
Simons war Bahnradfahrer. Er war Teilnehmer der Olympischen Sommerspiele 1980 in Moskau. Dort bestritt er die Mannschaftsverfolgung. Sein Team mit Diederik Foubert, Jan Blomme, Jozef Simons und Joseph Smeets belegte den 10. Platz.
1980 wurde er nationaler Meister im Punktefahren und gemeinsam mit Etienne Ilegems, Guido Van Meel und André De Raet in der Mannschaftsverfolgung. Im Steherrennen wurde er Vize-Meister hinter Guido Van Meel. 1981 kamen Bronzemedaillen in der Mannschaftsverfolgung und im Punktefahren dazu. Den nationalen Titel im Steherrennen der Amateure gewann er 1982, 1983 wurde er Vize-Meister.